# شهرستان مورگان (کلرادو)
شهرستان مورگان، کلرادو (به انگلیسی: Morgan County, Colorado) یک سکونتگاه مسکونی در ایالات متحده آمریکا است که در کلرادو واقع شده‌است.

## خصوصیات
شهرستان مورگان ۳٬۳۵۱٫۴۶ کیلومترمربع مساحت دارد.